# آمپرکس الکترونیک

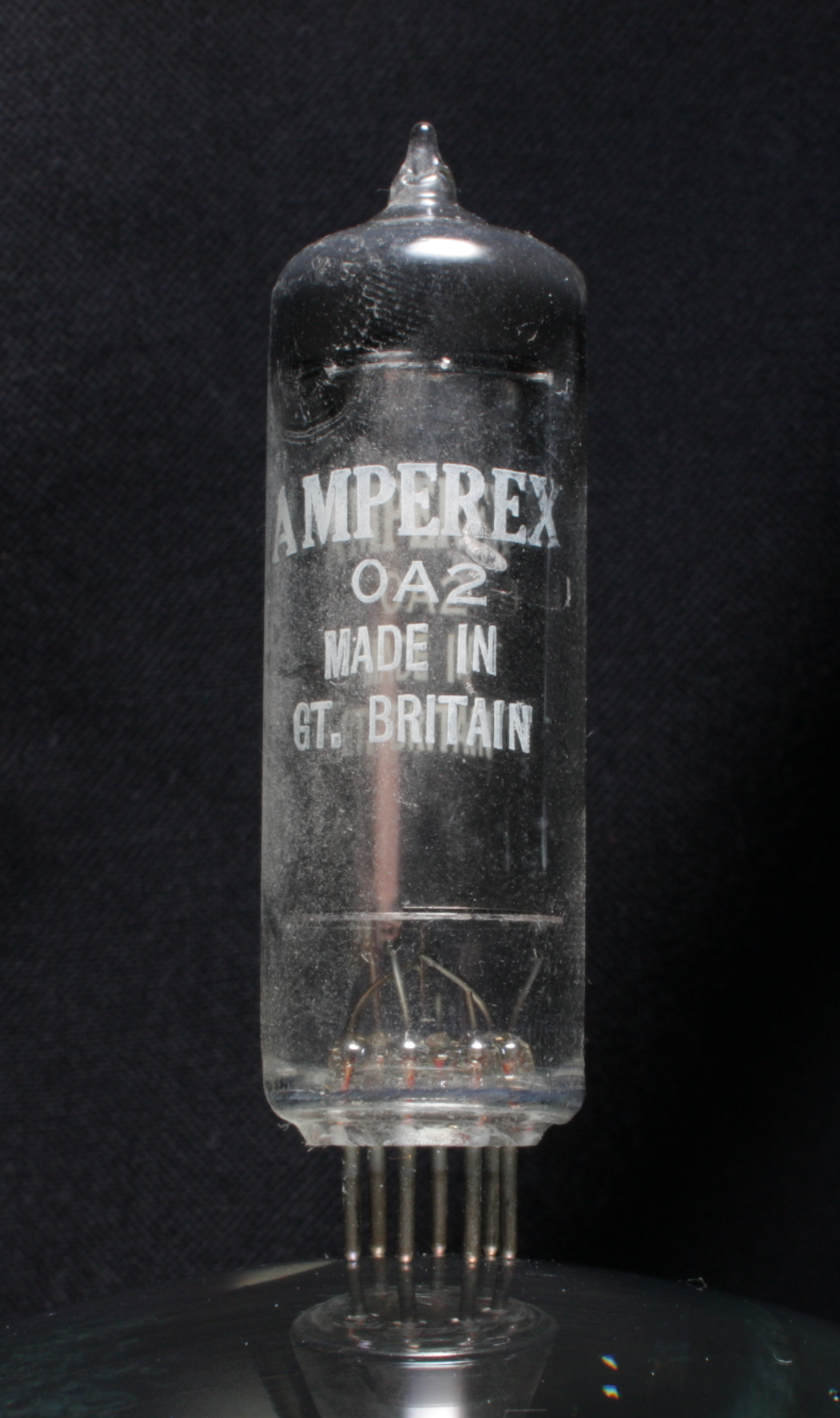
یک لامپ خلاء تنظیم کننده ولتاژ ساخته شده توسط آمپرکس

آمپرکس الکترونیک (انگلیسی: Amperex Electronic) یک شرکت تولید کننده لامپ و لوله‌های خلاء و نیمه هادی بود.